# 세프트리악손
세프트리악손(ceftriaxone)은 3세대 세팔로스포린 계열 항생제로 다양한 세균 감염을 치료하기 위해 사용되며, 로세핀(Rocephin) 등의 상품명으로 판매된다. 적응증에는 급성 중이염, 심내막염, 수막염, 폐렴, 뼈와 관절의 감염, 복강내 감염, 피부 감염, 요로감염증, 임질, 골반염 등이 있다. 또한 수술 이전이나 교상을 입은 이후의 감염을 예방하기 위해서 간혹 쓰이기도 한다. 정맥 주사나 근육 주사로 투여한다.
흔한 부작용에는 주사 부위의 통증과 알레르기 반응이 있다. 발생할 수 있는 다른 부작용에는 디피실리균 감염 설사, 용혈성 빈혈, 담석증, 발작 등이 있다. 페니실린에 아나필락시스를 보였던 환자에게는 권장되지 않으나 아나필락시스보다 가벼운 과민반응을 보인 경우에는 사용이 가능할 수도 있다. 정맥 주사 형태는 정주 칼슘과 함께 투여해서는 안된다. 임신이나 수유 중의 세프트리악손 투여는 안전하다는 잠정적인 근거가 있다. 세프트리악손은 세균이 세포벽을 만드는 것을 막아 작용하는 3세대 세팔로스포린 계열 항생제 중 하나이다.
세프트리악손의 특허는 1978년 취득되었고 1982년 의학적 사용이 승인되었다. WHO 필수 의약품 목록에 포함되어 있다. 복제약으로도 이용 가능한 약물이다.

## 의학적 사용

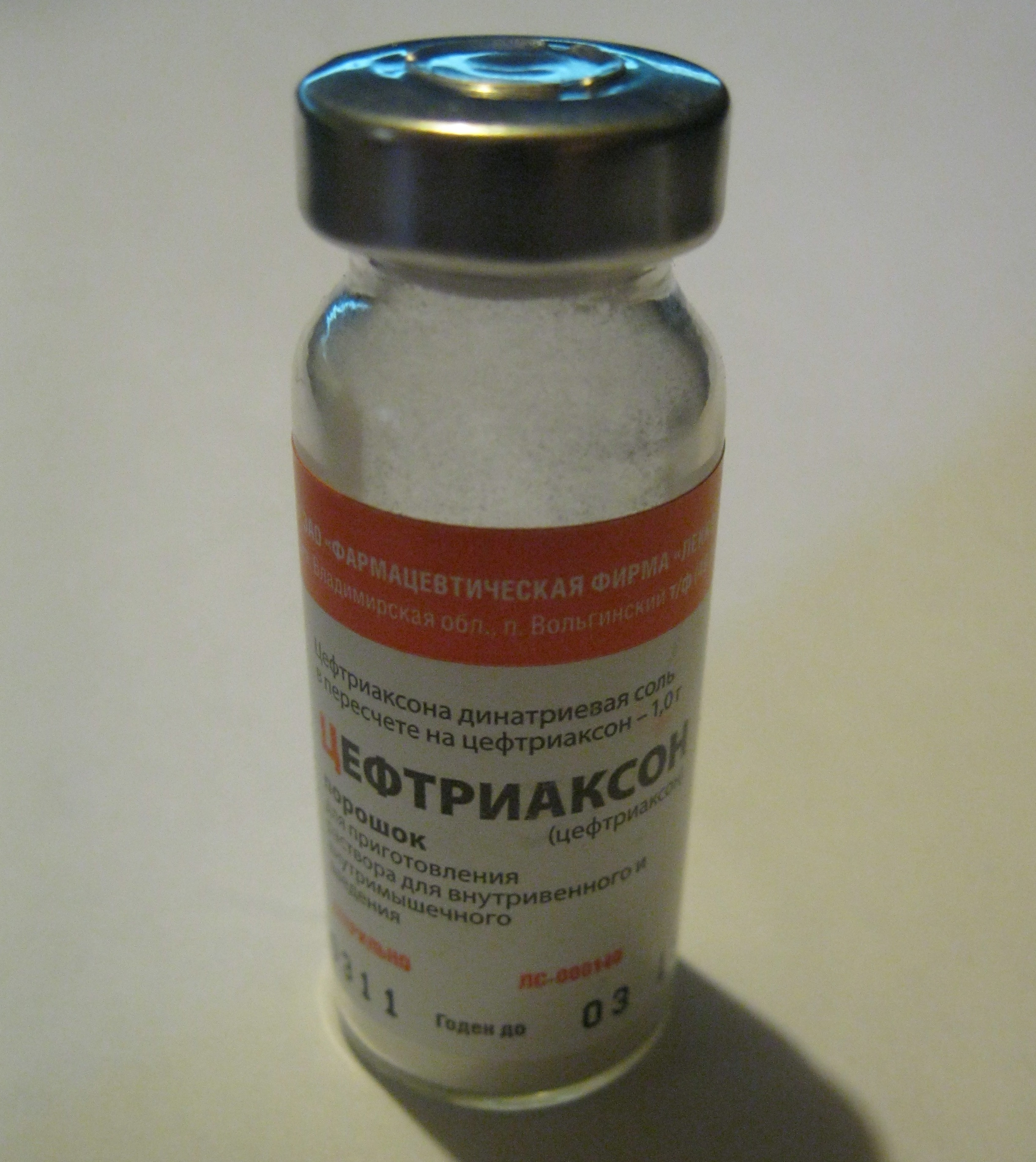
러시아에서 제조 및 판매되는 세프트리악손의 바이알

세프트리악손과 다른 3세대 세팔로스포린 계열 항생제는 다른 항생제에 내성을 가지는 여러 미생물의 감염을 치료하는 데에 사용된다. 한편 엔테로박터(Enterobacter)에서 세프트리악손 내성이 발생하면서, 엔테로박터 치료용으로는 사용하지 않는다. 세프트리악손을 사용하기 전에는 세균의 항생제 감수성 검사를 시행하는 것이 중요하다. 패혈증이 의심되는 경우 감수성 검사 결과가 나오기 전에 경험적 치료를 시작해야 한다.
세프트리악손의 적응증은 다음과 같다.
- 각종 하기도 감염
- 급성 세균성 중이염
- 피부와 연조직 감염
- 요로감염증
- 단순 임질
- 골반염
- 세균성 패혈증
- 복강내 감염
- 수막염
- 수술 전 감염 예방
- 라임병[2]

또한 세프트리악손은 폐렴구균(Streptococcus pneumoniae), 수막구균(Neisseria menigitidis), 헤모필루스 인플루엔자(Haemophilus influenzae), (리스테리아 모노사이토제네스를 제외한) 감수성이 있는 장내 그람 음성 간균 등이 원인균인 세균성 수막염의 치료에 쓰일 수 있는 약제 중 하나이다.
미국 질병통제예방센터(CDC)에서는 세프트리악손을 독시사이클린이나 아지트로마이신과 조합하여 단순 임질에 대한 치료 약제로 쓰도록 권장하였었다. 그러나 아지트로마이신 내성 균주 발달의 위험이 증가하고, 고용량 세프트리악손이 충분히 높은 효능을 보인다는 것이 알려져 치료지침이 고용량의 세프트리악손을 단독으로 사용하도록 갱신되었다.

### 활성 스펙트럼
다른 3세대 세팔로스포린 계열 항생제들처럼, 세프트리악손은 시트로박터(Citrobacter), 세라티아 마르세센스(Serratia marcescens), 헤모필루스와 나이세리아의 베타-락타메이스 생산 균주들에 대하여 항균력을 보인다. 그러나 또 다른 3세대 세팔로스포린 계열 항생제들인 세프타지딤이나 세포페라존과 달리, 세프트리악손은 녹농균(Pseudomonas aeruginosa)에 대한 효과는 없다. 일반적으로 엔테로박터에 대해서는 효과가 없으므로, 만일 감수성 검사 결과가 감수성이 있다고 판정되어도 내성이 출현할 수 있으므로 엔테로박터에 대한 세프트리악손의 사용은 피한다. 시트로박터, 프로비덴시아(Providencia), 세라티아와 같은 일부 미생물은 세팔로스포린을 가수분해하고 불활성화시키는 효소인 세팔로스포리네이스를 만들어 세팔로스포린에 대한 내성을 가지게 될 수도 있다.

### 투여 형태
근육 주사나 정맥 주사로 세프트리악손을 투여할 수 있다. 칼슘이 들어 있는 희석액은 세프트리악손과 함께 투여해서는 안되며, 세프트리악손과 칼슘의 침전물이 형성될 수 있으므로 칼슘이 포함된 다른 용액이 들어간 정맥 라인으로 투여해서도 안된다.

## 부작용
일반적으로 부작용 없이 잘 사용할 수 있으나, 가장 흔한 세프트리악손의 부작용은 백혈구 수의 변화, 주사 부위에 나타나는 국소적 반응, 발진, 설사 등이 있다.
1%보다 높은 빈도로 나타나는 부작용은 다음과 같다.
- 호산구증가증 (6%)
- 혈소판증가증 (5.1%)
- 간 효소 수치 증가 (3.1~3.3%)
- 설사 (2.7%)
- 백혈구감소증 (2.1%)
- 혈액요소질소 (BUN) 증가 (1.2%)
- 국소 부위 반응: 통증, 압통, 자극 등 (1%)
- 발진 (1.7%)[10]

보다 적게 보고되는, 발생률 1% 미만의 부작용에는 정맥염, 가려움증, 발열, 오한, 구역질, 구토, 빌리루빈 증가, 크레아티닌 증가, 두통, 어지러움 등이 있다.
세프트리악손이 담즙(쓸개즙)에 침전되면서 특히 소아의 담즙찌꺼기, 가성담석증, 담석 등의 원인이 되기도 한다. 저프로트롬빈혈증과 출혈은 세프트리악손의 특이적인 부작용이다. 용혈 역시 보고된 바 있다. 또한 소아에서 신부전을 일으킬 수 있다고 보고된 사례도 있다. 다른 항생제들과 마찬가지로 세프트리악손도 가벼운 설사부터 심각한 장염에 이르기까지 다양한 정도의 디피실리균 감염증을 일으킬 수 있다.

## 금기증
세프트리악손이나 세프트리악손 제형의 성분에 알레르기가 있는 환자에게는 사용해서는 안된다. 페니실린과 3세대 세팔로스포린 계열 항생제 간의 교차 반응은 무시할 만한 수준이기는 하나, 페니실린에 과민반응을 보인 환자에게는 여전히 세프트리악손을 사용할 때에 주의가 필요하다. 이전에 심각한 페니실린 알레르기를 경험한 환자에게도 주의가 필요하다. 고빌리루빈혈증이 있는 신생아에서는 사용하지 말아야 한다. 특히 조산아의 경우 세프트리악손이 알부민 결합 부위에서 빌리루빈을 대신하여 결합하고, 잠재적으로 빌리루빈 뇌증을 일으킬 수 있다고 보고되어 더욱 사용이 금기시된다. 생후 28일 미만의 신생아에서 칼슘이 포함된 용액이나 제제와 정맥 주사로 병용 투여하는 것은 금지되어 있다. 서로 다른 정맥 라인으로 투여하는 것도 금지되어 있는데, 이는 신생아의 폐와 콩팥에 칼슘-세프트리악손 침전물이 쌓이며 치명적인 경과로 이어진 드문 사례들이 있었기 때문이다.

## 작용 기전
세프트리악손은 3세대 세팔로스포린 계열 항생제 중 하나로 더 크게는 베타-락탐 계열 항생제에 속한다. 세프트리악손은 페니실린 결합 단백질(PBPs)라는 트랜스펩티데이스(트랜스아미데이스)에 결합하여 선택적이며 비가역적으로 세포벽의 합성을 억제한다. 페니실린 결합 단백질은 펩티도글리칸 중합체의 교차결합을 촉매하여 세포벽 합성에 관여하는 효소이다. 펩티도글리칸 세포벽은 다당류 골격에 붙어 있는 펜타펩타이드 단위체로 구성되어 있다. 다당류 골격은 N-아세틸뮤람산과 N-아세틸글루코사민이 교대로 결합하여 만들어진다. 페니실린 결합 단백질은 펩타펩타이드 단위체 말단부의 D-알라닐-D-알라닌 부분에 작용하여, 끝에서 두 번째의 D-알라닌과 인접한 펩티도글리칸 가닥의 글라이신 간의 펩타이드 결합을 촉매한다. 이 과정에서 말단부 D-알라닌은 방출된다. 세프트리악손의 구조는 D-알라닐-D-알라닌 부분과 유사한데, 이로 인해 페니실린 결합 단백질은 세프트리악손의 베타-락탐 고리를 정상적인 D-알라닐-D-알라닌 기질로 잘못 인식하여 작용한다. 페니실린 결합 단백질이 펩티도글리칸을 교차결합시키는 작용은 세포벽의 통합성을 유지하는 데에 일조하는 구조 형성과 수리 과정에 해당하며, 따라서 페니실린 결합 단백질이 억제되면 세포벽이 손상 및 파괴되며 결국 세균 세포의 용해로 이어진다.

## 약리학

### 약동학
흡수: 세프트리악손은 근육 주사와 정맥 주사로 투여할 수 있으며, 이를 통해 완전히 체내에 흡수된다. 경구로는 투여할 수 없다.
분포: 세프트리악손은 조직과 체액으로 잘 들어가며, 뇌척수액으로도 잘 들어가 중추신경계 감염을 치료하는 데에도 유용하다. 또한 사람의 혈장 단백질에 가역적으로 결합하는데, 이때 세프트리악손의 혈장 농도가 25mcg/L일 때는 단백질 결합이 95%이지만 혈장 농도가 300mcg/L로 높아지면 단백질 결합은 85%로 감소한다. 건강한 성인을 대상으로 0.15g에서 3g 용량의 세프트리악손을 투여했을 때, 그 분포용적은 5.8L에서 13.5L 범위로 나타났다.
대사: 투여된 세프트리악손의 33~67%는 형태가 변화하지 않은 채 콩팥으로 배설되나, 하루에 2g 이하의 용량을 투여하는 경우 콩팥이 손상된 환자에서도 용량을 조절할 필요는 없다. 콩팥으로 배설되는 것 이외에는 담즙을 통해 형태가 변하지 않은 채 배설되며 궁극적으로는 간과 장내 미생물의 대사를 거쳐 불활성화된 성분으로 변환된 채 대변으로 배출된다.
제거: 건강한 성인에서의 평균 생물학적 반감기는 5.8~8.7시간(평균 6.5시간)으로, 몇몇 연구에서는 반감기를 최대 10시간으로 추정하였다. 콩팥이 손상된 환자에서 평균적인 생물학적 반감기는 11.4~15.7시간으로 길어진다.